# Leucochrysa (Nodita) tenuis
Leucochrysa (Nodita) tenuis is een insect uit de familie van de gaasvliegen (Chrysopidae), die tot de orde netvleugeligen (Neuroptera) behoort. 
Leucochrysa (Nodita) tenuis is voor het eerst wetenschappelijk beschreven door de Freitas & Penny in 2001.